# Amtsgericht Beuthen

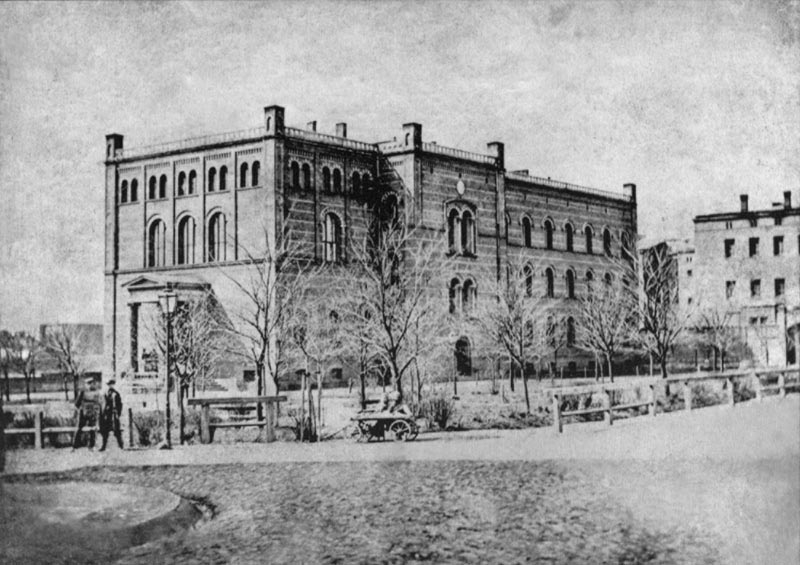
Das frühere Kreisgerichtsgebäude von 1860: Erster Sitz des Amtsgerichtes (um 1892)

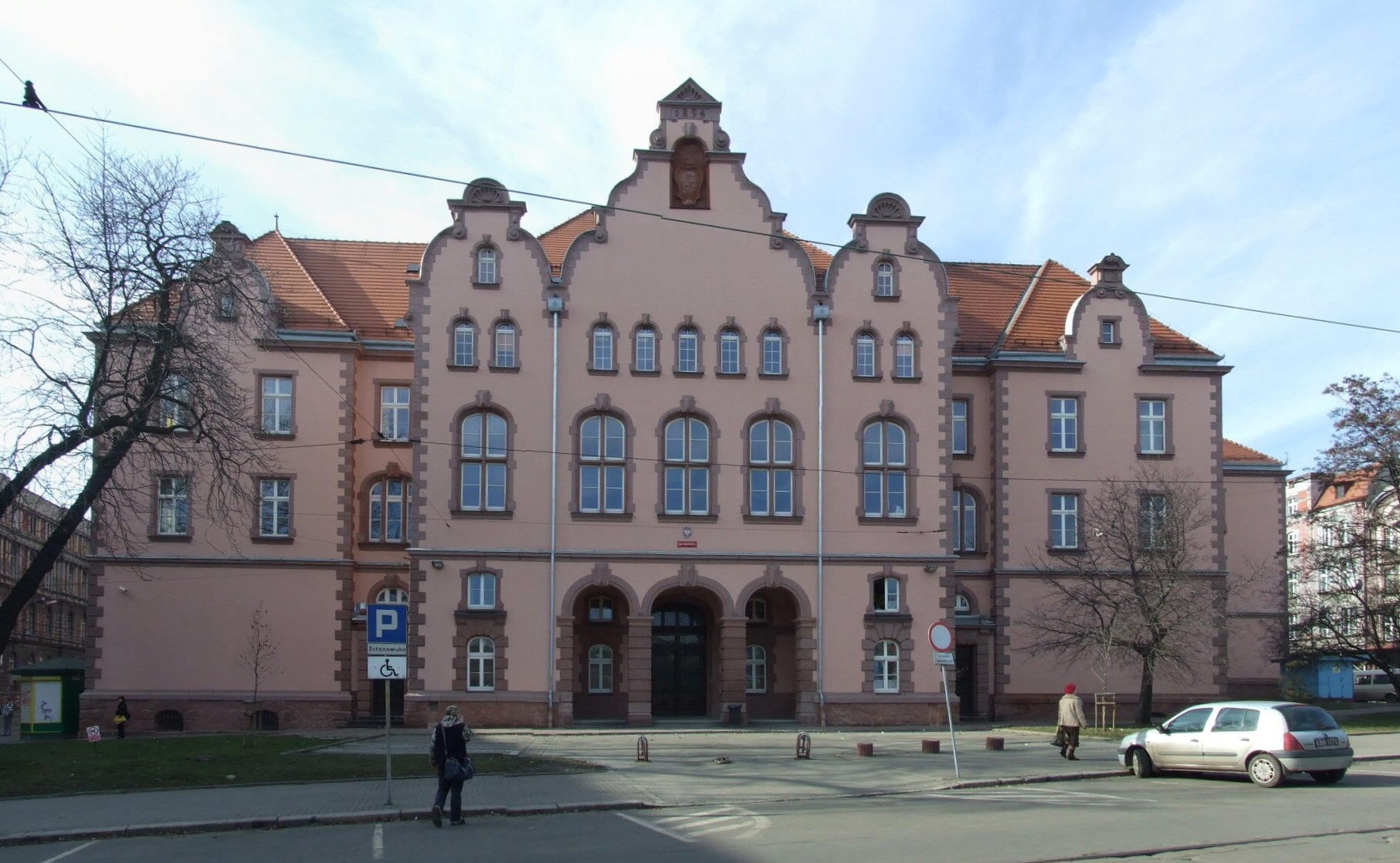
Das 1891–1895 erbaute, ehem. Gerichtsgebäude (2008)

Das Amtsgericht Beuthen war ein preußisches Amtsgericht mit Sitz in Beuthen O.S.

## Geschichte
In Beuthen bestand von 1849 bis 1879 das Kreisgericht Beuthen. Das königlich preußische Amtsgericht Beuthen wurde mit Wirkung zum 1. Oktober 1879 als eines von fünf Amtsgerichten im Bezirk des Landgerichtes Beuthen im Bezirk des Oberlandesgerichtes Breslau gebildet. Der Sitz des Gerichtes war Beuthen. Sein Gerichtsbezirk umfasste den Kreis Beuthen ohne die Teile, die dem Amtsgericht Königshütte zugeordnet waren und der Amtsbezirk Michalkowitz aus dem Kreis Kattowitz. Am Gericht bestanden 1880 neun Richterstellen. Das Amtsgericht war damit ein großes Amtsgericht im Landgerichtsbezirk. Aufgrund des Versailler Vertrags und der Volksabstimmung in Oberschlesien am 20. März 1921 mussten große Teile des Landgerichtsbezirkes an Polen abgetreten werden. Der im Deutschen Reich verbleibende Teil des Amtsgerichtes Tarnowitz wurde dem Amtsgericht Beuthen zugeordnet. Zum 1. April 1941 wurde der Landgerichtsbezirk Beuthen mit seinen Amtsgerichten dem neugeschaffenen Oberlandesgericht Kattowitz zugeschlagen und in Landgericht Beuthen-Kattowitz umbenannt.
Im Jahre 1945 wurde der Amtsgerichtsbezirk unter polnische Verwaltung gestellt, und die deutschen Einwohner wurden vertrieben. Damit endete auch die Geschichte des Amtsgerichtes Beuthen. Unter polnischer Verwaltung entstand das Sąd Rejonowy w Bytomiu (1950–1975: Sąd Powiatowy w Bytomiu).

## Gerichtsgebäude
Für das Amts- und Landgerichtsgebäude siehe Bytom#Bezirksgericht, früher Amts- und Landgericht.

## Richter
- Maximilian Klose, Amtsgerichtsrat (1941)[5]
- Dr. Erich Bach, Amtsgerichtsrat (1941)[6]
- Arthur Pohl, Oberamtsrichter[7]